# Kaj je najlepše, najmočnejše in najdebelejše na zemlji?
Kaj je najlepše, najmočnejše in najdebelejše na zemlji je slovenska ljudska pripovedka, ki je izšla v knjigi Slovenske ljudske pripovedi, zapisal jo je Jožef Kenda.

## Vsebina
Živela sta bogatin in revež. Bogatin je bogastvo, ki ga je imel, pridobil po krivem. Tožil je reveža za majhno njivico, ki pa je bila reveževa edina last. Sodnik ni prisodil njive niti bogatinu, ki ga je podkupil, niti revežu. Da bi lažje razsodil, jima je zastavil uganko: Kaj je najlepše, najmočnejše in najdebelejše na zemlji? Bogatin je za pomoč prosil svojo ženo, revež pa žene ni več imel in se je zato posvetoval s hčerko. Drug dan sta oba rešitev posredovala sodniku. Bogatin je rekel: »Najlepše je zlato, najmočnejši je lev in najdebelejši spitan vol.« Revež pa je ponižno dejal: »Najlepša je prava pamet, najmočnejši je spanec, ker vsakega premaga, in najdebelejša je laž, ker je ne more nihče zmeriti.« 
Sodniku je bil odgovor reveža všeč, zato je presodil v njegovo korist.
 Zanimalo ga je tudi, če je sam prišel do te modrosti. Revež mu je povedal, da mu je pri tem pomagala hči, ki jo je sodnik takoj želel spoznati. Naslednji dan, ko je sodnika obiskala reveževa hči, ji je le-ta zopet zastavil uganko, na katero je prepričljivo odgovorila. Odločil se je, da jo bo vzel za ženo. Nekega dne je sodnik rekel ženi, da se ne sme z nikomer pogovarjati o njem, če njega ni doma. Ko je odšel, sta kmalu prišla dva moža, ki sta zapravila nanj že veliko premoženja. Žena pove, da ga ni doma, in ju vpraša, čemu sta prišla. Ko ji razložita, jima ona reče, naj stvar raje poravnata med seboj, kajti tako bosta imela manj stroškov in zamude. Tako se moža sporazumeta. Ko se vračata domov, naletita na sodnika, ki ju ves začuden vpraša, kako to, da sta tako prijazno skupaj, ko pa sta se prej sovražila. Moža mu vse razložita. Sodnik je bil zelo jezen na svojo ženo, in ko je prišel domov, ji je rekel, da bo popoldne zadnjič jedla kosilo z njim, kajti nato naj spravi svoje cunje in odide. Rekel ji je, da s seboj lahko vzame tri reči: tisto, kar najbolj potrebuje, kar najbolj ljubi, in tisto, s čimer se najraje igra. Med kosilom mu žena v kozarec da tableto, tako da mož zaspi. Ona pa je vzela s sabo denar, moža in dete ter odšla na svoj dom. Ko se je sodnik zbudil in ugotavljal, kje je, je videl ženo, kako prede za kolovratom. Vprašal jo je, zakaj ga je prinesla tja. Žena mu je odgovorila, da ji je sam rekel, naj vzame tisto, kar najbolj potrebuje - denar, tisto, kar najbolj ljubi - njega, in tisto, s čimer se najraje igra - otroka.
Od takrat sta živela mirno brez prepiranja.

## Liki
V pravljici nastopa sedem likov, katerih imena niso znana.
- Glavne osebe:

sodnik
sodnikova žena in obenem reveževa hči
revež
- Stranske osebe:

bogatin
dva moža
otrok sodnika in žene, ki je samo omenjen
Interpretacija glavnih likov:
sodnik: Je edina oseba, ki jo spremljamo od začetka do konca pravljice (ostale osebe niso prisotne ves čas). Je pošten, kar se vidi v tem, da ne podleže denarju, ki mu ga je dal bogatin, češ da bo tako presodil v njegovo korist. Kasneje, ko je poročen, se pa pokaže njegova druga plat. Zelo se je razjezil, ko je ugotovil, kako je njegova žena posredovala dvema možema glede prepira. Ukaže ji, da mora oditi od doma. Tukaj vidimo značilnost sociološke teorije (Jack Zipes), to je podrejenost žene svojem možu. Žena je le »lutka«, ki pleše tako, kot njen mož žvižga. To vidimo tudi po tem, ko ji mož ukaže, da ne sme z nikomer govoriti, ko njega ni doma. Ker ga žena ne posluša, sledi kazen. Če opazujemo iz sociološkega vidika, zasledimo tudi dejstvo, da je mož zaposlen (domov prinaša denar, je glava družine), žena je pa doma, kjer kuha in skrbi za otroka.
sodnikova žena/reveževa hči: Je edini ženski lik v pravljici. Je zelo lepa in modra. Najprej pomaga očetu rešiti uganko, pri čemer vidimo njeno pripravljenost za pomoč. Ko jo sodnik povabi na sprehod, ker mu ugaja, in ga le-ta zavrne, govorimo na neki način o predrznosti, na drug način pa o spoštovanju same sebe, pa tudi očeta. Tudi ko postane sodnikova žena, je zelo pozitivna oseba. Skrbi za otoka. Z dobrim namenom pomaga možema, ki sta prišla na obisk k njenemu možu. Vendar tukaj stori napako, kajti ne posluša svojega moža, ko ji reče, da ne sme govoriti z nikomer, ko njega ni. Zato mora oditi od doma. Presenetljivo je dejstvo, da možu da v kozarec uspavalo in da ga odnese s seboj na svoj dom. Tukaj zasledimo pogum, pa tudi njeno »moč« - lahko dvigne svojega moža. S fizično močjo hoče pisatelj opisati njeno psihično moč. Vidi se pa tudi predanost družini - mož je tisto, kar najbolj ljubi, otrok pa tisto, s čimer se najraje igra.
revež: Se kaže v podložni luči (»... Revež je ponižno povedal ...«; »... odgovori revež ponižno ...« itd.). Pravica je na njegovi strani zahvaljujoč hčeri, ki je znala rešiti uganko. Svojo hčer ima zelo rad. Dobil je pravdo, bogatin je pa ostal praznih rok, kar je značilnost pravljic - junak je poplačan, hudobno osebo pa doleti zaslužena kazen.

## Analiza pravljice
- Književni čas ni določen. Dogajanje pravljice traja več let.
- Književni prostor ni določen.
- Pripovedovalec je tretjeosebni ali vsevedni.
- Motiv, ki je v pravljici nenehno prisoten, je denar. Močno izpostavljen je na začetku, ko gre za odnos reven-bogat, ki je značilen za ljudske pravljice. Zmaga dobrota v povezavi z revščino, kar je obenem tudi tema pripovedke.

Ključni dogodki:
- boj med bogastvom in revščino
- zmaga revnega kmeta
- poroka sodnika z njegovo hčerko
- neposlušanje svojega moža
- odhod od doma, s seboj vzame tri stvari
- srečen konec

Pripovedko bi lahko razdelili na dva dela: 
- prvi del: opisuje »dvoboj« med revežem in bogatinom in poteka do dogodka poroke med sodnikom in reveževo hčerko
- drugi del pa opisuje njuno skupno življenje in poteka do konca pravljice

Pojavljajo se tudi ljudska števila, ki so tudi ena izmed značilnosti pravljic. Ne pojavljajo se konkretno, temveč zakrito. Število 3: »/.../tri uganke: Kaj je najlepše, najmočnejše in najdebelejše na zemlji? /.../«, »/.../ tri reči: Kar najbolj potrebuješ, kar najbolj ljubiš in s čimer se najrajši igraš /.../ «.
Konec je srečen.

## Strukturalistični pristop (Vladimir J.Propp)
Funkcije likov v pravljici:
1. ODHOD
Reveževa hči odide od doma, ker se poroči s sodnikom.
2. PREPOVED
Sodnik prepove ženi pogovarjanje z obiski, ko njega ni doma.
3. KRŠITEV PREPOVEDI
Žena moža ne posluša in se kljub prepovedi pogovarja z dvema možema.
4. ŠKODLJIVEC DOBI PODATKE
Žena svetuje možema, da se pomirita in s tem prihranita denar in čas. Tako tudi ravnata. »Škodljivca« v tej pravljici nista namerna, ne želita namenoma koga prizadeti.
5. ŠKODLJIVEC PRIZADENE ALI ŠKODUJE ENEMU IZMED DRUŽINSKIH ČLANOV
Ko moža poveta sodniku, da jima je pri poti sprave pomagala njegova lastna žena, se le-ta zelo razjezi nad njo. Sledi kazen. 
6. JUNAK ZAPUSTI DOM
Žena odide od doma, tako kot je to hotel njen mož, vendar ga vzame s seboj, tako kot denar in otroka.
Liki (po Propp-u): Tako kot število funkcij, je omejeno tudi število likov. V pravljici imamo 7 likov - sodnik, njegova žena, revež, bogatin, dva moža in otrok, ki je samo omenjen.

## Motivno-tematske povezave
- Motiv podrejenosti ženske moškemu najdemo tudi pri ljudski pravljici Fižolček, ogelček in slamica. Povezavo s pravljico Kaj je najlepše, najmočenjše in najdebelejše na zemlji najdemo, ko se mož razjezi na svojo ženo, vendar v tem primeru zato, ker mu je le-ta prinesla na mizo napol surovo kosilo.

- Obstaja tudi makedonska pravljica, ki ima podoben naslov: Kaj je na svetu najboljše. Gre za to, da car zastavi vprašanje svojim trem hčeram, kaj je na tem svetu najboljše. Najstarejša pravi, da bogastvo, drugorojenka mu odgovori, da ljubezen, najmlajša pa pravi, da je sol tisto, kar je najboljše na tem svetu. Tako je najmlajša hči obveljala za neumnico. Ko se je možila carjeva najstarejša hči, je najmlajša v kuhinji naročila, da ne smejo jedi, ki jih pripravljajo za gostijo, niti malo soliti. Tako so kuharji tudi storili. Gostje so jedli, vendar jim hrana ni teknila. Car se je razjezil, šel v kuhinjo in nadrl najmlajšo hčer. Ona mu je pa odgovorila:  ˝Spoštovani oče, zdaj pa vidiš, kakšna je hrana brez soli. Na tem svetu je sol najokusnejša in najboljša.˝

## Citat
Najpomembnejši in obenem najlepši citat iz pravljice:
Najlepša je prava pamet, najmočnejši je spanec, ker vsakega premaga, in najdebelejša je laž, ker je ne more nihče zmeriti.